# Diastylis ambigua
Diastylis ambigua is een zeekommasoort uit de familie van de Diastylidae. De wetenschappelijke naam van de soort is voor het eerst geldig gepubliceerd in 1972 door Le Loeuff & Intes.